# Stephen Bengo
Stephen Bengo es un jugador professional de fútbol ugandés. Actualmente juega para el Young Africans FC de la Liga tanzana de fútbol.
Con la Selección de fútbol de Uganda consiguió el triunfo en la Copa CECAFA 2008.

## Clubes
| Club              | País     | Año         |
| ----------------- | -------- | ----------- |
| Villa Sports Club | Tanzania | 2005 – 2012 |
| CD Lugo           | España   | 2012 -      |